# Ursula Renold

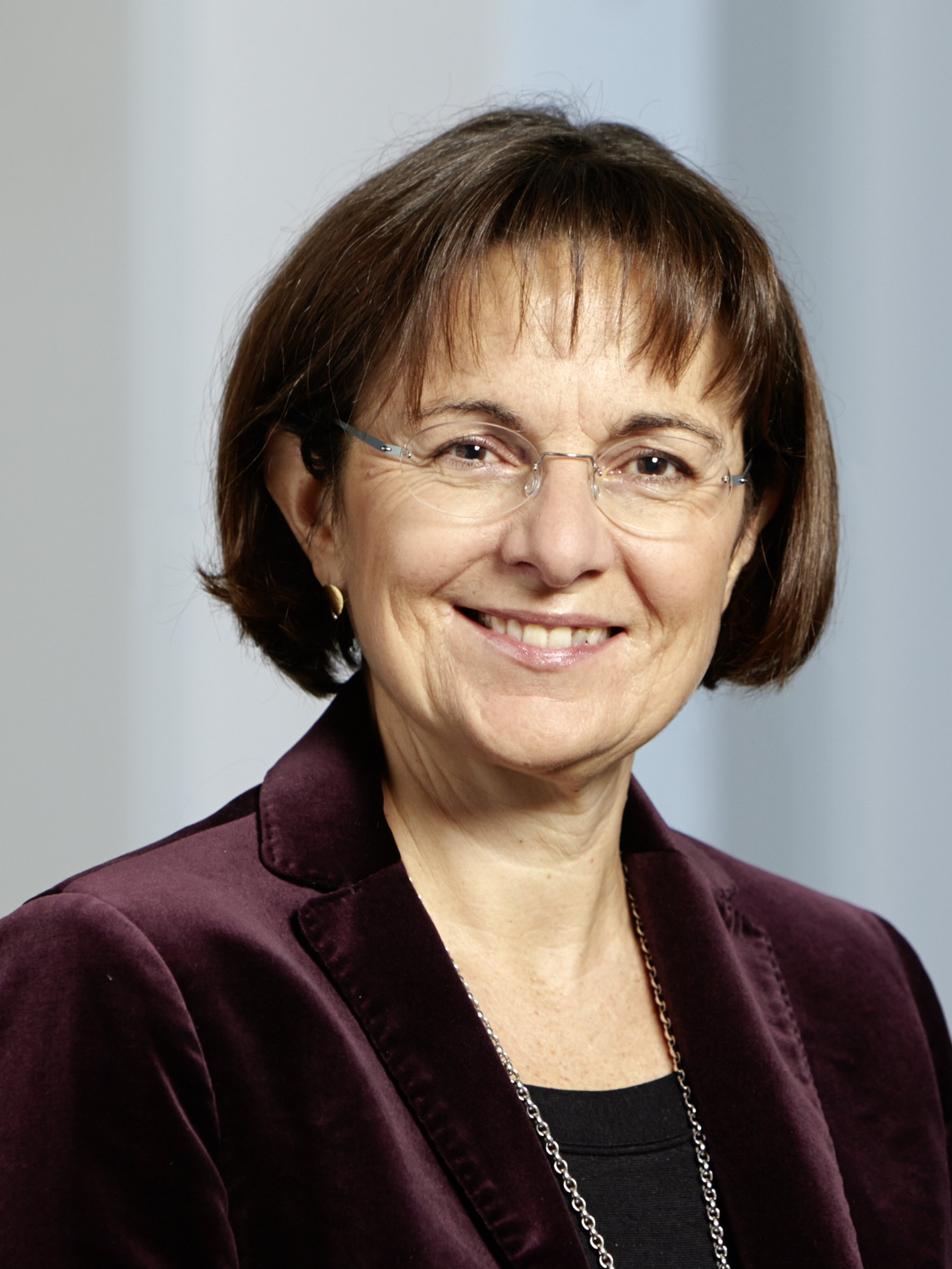
Ursula Renold (2013)

Ursula Renold (* 1961) ist eine Schweizer Bildungsexpertin, Professorin für Bildungssysteme an der ETH Zürich und frühere Direktorin des Bundesamtes für Berufsbildung und Technologie.

## Leben
Ursula Renold ist in Brugg (Kanton Aargau) aufgewachsen und absolvierte 1978 bis 1981 eine kaufmännische Lehre bei der Aargauischen Hypotheken- und Handelsbank in Brugg. 1986 bis 1992 studierte sie Geschichte, Wirtschaft und Soziologie an der Universität Zürich. 1993 bis 1998 doktorierte sie an der Universität Bern mit einer Arbeit im Bereich Bildungsgeschichte, nämlich zu Frauenberufsbildungsdiskussionen.
Renold leitete zwei Jahre die Handelsschule AKAD in Zürich und war Oberassistentin am Institut für Verhaltenswissenschaft der ETH Zürich. 1995 übernahm sie die Leitung des Bereichs Human Resources bei der Frey Akademie Zürich, wo sie an der Projektführung der Reform der kaufmännischen Grundausbildung beteiligt war. Ursula Renold arbeitete ab dem Jahr 2000 im Bundesamt für Berufsbildung und Technologie (BBT), zunächst als Direktorin des Schweizerischen Instituts für Berufspädagogik (SIBP) und ab 2001 als stellvertretende Direktorin des BBT und Verantwortliche für den gesamten Leistungsbereich Berufsbildung. Der Bundesrat ernannte Ursula Renold per 1. Dezember 2005 zur Direktorin des Bundesamtes für Berufsbildung und Technologie (BBT). In dieser Funktion vertrat sie das duale Schweizer Bildungssystem auch im internationalen Kontext und pflegte Beziehungen zu den Kantonen, den Fachhochschulen und Institutionen der Berufsbildung sowie zu den Berufs- und Wirtschaftsverbänden. Sie war verantwortlich für die Kommission für Technologie und Innovation. 2012 wurde das Bundesamt mit dem Staatssekretariat für Bildung und Forschung fusioniert und es wurde das neue Staatssekretariat für Bildung, Forschung und Innovation geschaffen. Renold verliess die Bundesverwaltung nachdem sie nicht zur Staatssekretärin gewählt wurde.
Ab 2013 leitete Renold den Forschungsbereich Bildungssysteme an der Konjunkturforschungsstelle der ETH Zürich (KOF). 2019 wählte sie der ETH-Rat zur ordentlichen Professorin für Bildungssysteme an der ETH. Sie wurde beauftragt an der ETH Zürich die Entwicklung eines Zentrums für Ökonomie und Governance von Bildungssystemen zu übernehmen.
Zudem ist Renold in zahlreichen weiteren Funktionen tätig: Seit 2010 ist sie Honorarprofessorin für Berufs- und Wirtschaftspädagogik an der Hochschule der Bundesagentur für Arbeit (HdBA) in Mannheim. Sie ist Visiting Faculty Member an der Kathmandu Universität in Nepal. Sie ist Chairperson des Beirats „Training and adult Education Landscape Study“ in Singapore, Mitglied des Forschungsrates des Instituts der deutschen Wirtschaft (Deutschland); Ehrenmitglied der Begleitkommission zur Implementation des Gesetzes zur Dualen Bildung in Serbien sowie Mitglied des Beirates des Center on International Education Benchmarking – NCEE, Washington, D.C. (USA). Seit 2013 ist sie Präsidentin des Fachhochschulrates der Fachhochschule Nordwestschweiz (FHNW). Sie ist Mitglied des Stiftungsrates der Hirschmann-Stiftung.
Renold hat zahlreiche Arbeiten zum Themenbereich Bildung und Weiterbildung publiziert.
Politisch engagierte sie sich bei den Grünen Aargau und war unter anderem als Einwohnerrätin der Grünen im Parlament von Brugg. Dort habe sie als langjährige Präsidentin der Finanzkommission «stets eine pragmatische, undogmatische Politik verfolgt».